# Tuhaj-bej
Tuhaj bej (? – 1651. június 30. Bereszteczkó) más néven Tuhaj bég, tatárul Toğay bey, ukránul Тугай-бей.
Legendás tatár vezér, a krími hordák vezetője. Ifjú bejként (törökül bég) került a kán udvarába. Bátor, vad és könyörtelen harcos hírében állott, ezért a kán murzává, s a krími hadak vezérévé nevezte ki.
Rabló háborúkat vezetett Ukrajna és Oroszország területére, továbbá harcolt a kozákok ellen. 1644-ben Jeremi Wiśniowiecki az ochmatówi (ohmativi) csatában legyőzte.

1648-ban a Islam Girej kán úgy több mint 10 ezer fős válogatott horda élén küldte a Zaporozsjéra Bohdan Hmelnickij megsegítésére. Részt vett a hetmani hadak szétverésével végződött Żółte Wody-i és a korsuni ütközetekben. Hmelnickij átadta neki az elfogott Mikołaj Potockit és Marcin Kalinowski hetmanokat, akiket a Krímbe hurcolt. 
A korsuni csata után visszavonult egy időre, mert nagy veszteségei voltak, majd hamarosan visszatért, s a kozákokkal, valamint más tatár csapatokkal megerősítve végigsöpörtek Ukrajnán.

Emberei a török zsoldosokkal nagy pusztítást vittek végbe a lengyel, a fehéroroszországi és ukrajnai országrészekben, s nagy zsákmányra tettek szert. 
Könyörtelen támadásai révén nagy területek váltak néptelenné. Részt vett Lwów bevételében és Hmelnickij oldalán belovagolt Kijevbe.
1649 júliusában Zbaraż ostrománál megsebesült, melyből a zborówi béke megkötése után épült fel.
A beresztecskói csatában esett el, 1651. június 30-án.